# Municipio de Lincoln (condado de Linn)
El municipio de Lincoln (en inglés: Lincoln Township) es un municipio ubicado en el condado de Linn en el estado estadounidense de Kansas. En el año 2010 tenía una población de 2528 habitantes y una densidad poblacional de 18,63 habitantes por km².

## Geografía
El municipio de Lincoln se encuentra ubicado en las coordenadas 38°20′27″N 94°41′18″O / 38.34083, -94.68833. Según la Oficina del Censo de los Estados Unidos, el municipio tiene una superficie total de 135.68 km², de la cual 122,69 km² corresponden a tierra firme y (9,57 %) 12,98 km² es agua.

## Demografía
Según el censo de 2010, había 2528 personas residiendo en el municipio de Lincoln. La densidad de población era de 18,63 hab./km². De los 2528 habitantes, el municipio de Lincoln estaba compuesto por el 96,44 % blancos, el 0,32 % eran afroamericanos, el 1,11 % eran amerindios, el 0,44 % eran asiáticos, el 0,28 % eran de otras razas y el 1,42 % eran de una mezcla de razas. Del total de la población el 1,66 % eran hispanos o latinos de cualquier raza.